# La Palestine comme métaphore
La Palestine comme métaphore est un recueil d'entretiens avec Mahmoud Darwich, traduit en français et publié chez Actes Sud, dans la collection Sindbad, en 1997.
Dans ces entretiens, le poète aborde plusieurs sujets, en particulier l'importance qu'a prise la Palestine non en tant que pays mais en tant que métaphore pour autre chose. La Palestine devient « une métaphore pour l'exil, pour la condition humaine, pour la douleur du délogement et de la dépossession ».
Les idées développées dans les poèmes et dans les entretiens de Mahmoud Darwich ont influencé l'universitaire Edward Saïd, qui lui a rendu hommage pour avoir « illuminé toutes les facettes de l’expérience palestinienne ».
Ce volume d'entretiens « avait offert un aperçu rare sur la poétique d'un écrivain trop souvent présenté comme une simple icône de la résistance palestinienne ».